# Валенсия (городская трасса)
Городская трасса Валенсии (англ. Valencia Street Circuit) — трасса, проложенная по улицам города Валенсия, Испания. Включена в календарь сезона Формулы-1 2008 года для проведения Гран-при Европы. Контракт на проведение Гран-при Европы в Валенсии был заключён на 7 лет.
Стала первой городской трассой (помимо трассы в Монако), включённой в календарь Формулы-1, за последние 13 лет, прошедших с последней гонки в Аделаиде (трасса была в календаре чемпионата с 1985 по 1995 годы).
Уникальной особенностью трассы является разводной мост поворотного типа, по которому проезжают болиды. В некоторых видах соревнований (например, в Формуле-1) мост вносит дополнительные особенности, так как стык моста и дорожного полотна трассы повышает вероятность прокола или повышенного износа шин, а также затрудняет эвакуацию болидов и гонщика в случае аварии или поломки.

## Фотографии
- Строительство трассы, 19 мая 2008
- Разводной мост на трассе в Валенсии

## Победители Гран-при Европы на городской трассе Валенсии
| Год  | # | Пилот             | Конструктор      | Трасса   | Отчёт |
| ---- | - | ----------------- | ---------------- | -------- | ----- |
| 2008 | 1 | Фелипе Масса      | Ferrari          | Валенсия | Отчёт |
| 2009 | 2 | Рубенс Баррикелло | Brawn-Mercedes   | Валенсия | Отчёт |
| 2010 | 3 | Себастьян Феттель | Red Bull-Renault | Валенсия | Отчёт |
| 2011 | 4 | Себастьян Феттель | Red Bull-Renault | Валенсия | Отчёт |
| 2012 | 5 | Фернандо Алонсо   | Ferrari          | Валенсия | Отчёт |